# Stefan Dohr
Stefan Dohr (* 3. September 1965 in Münster) ist ein deutscher Hornist.

## Wirken
Stefan Dohr studierte in Essen und Köln, bevor er mit 19 Jahren Solohornist im Frankfurter Opernhaus- und Museumsorchester wurde. Es folgten Engagements beim Orchester der Bayreuther Festspiele, im Orchestre Philharmonique de Nice und beim Deutschen Symphonie-Orchester Berlin. Seit 1993 ist Stefan Dohr Solohornist der Berliner Philharmoniker. Darüber hinaus ist er Dozent und Vorstandsmitglied der Orchester-Akademie der Berliner Philharmoniker.
Neben seiner Tätigkeit als Orchestermusiker musiziert er auch mit zahlreichen Kammerensembles, unter anderem mit dem Ensemble Modern und dem Ensemble Wien-Berlin, im Albert-Schweitzer-Oktett.
Als Solist arbeitete er mit Dirigenten wie Daniel Barenboim, Bernard Haitink, Christian Thielemann, Ingo Metzmacher, Daniel Harding sowie mit Claudio Abbado, der ihn auch als Solohornist zum Luzerner Festspielorchester einlud.
Neben den klassischen und romantischen Hornkonzerten von Mozart, Joseph Haydn und Richard Strauss gilt sein Interesse auch den zeitgenössischen Werken von György Ligeti, Oliver Knussen und Volker David Kirchner. Im März 2008 hat er das für ihn geschriebene Hornkonzert von Herbert Willi im Wiener Musikverein uraufgeführt.
Einen weiteren Schwerpunkt bildet die Kammermusik, die er nicht nur mit seinen Kollegen der Berliner Philharmoniker in verschiedenen Ensembles pflegt, sondern auch als Kammermusikpartner von Maurizio Pollini, Lars Vogt, Kolja Blacher, Ian Bostridge und anderen sowie als Mitglied des Ensembles Wien-Berlin, das sich aus Solisten der Wiener und Berliner Philharmoniker zusammensetzt.
Er ist gern gesehener Gast verschiedener Kammermusikfestivals, war Gastprofessor an der Hochschule für Musik Hanns Eisler und ist an der „Herbert-von-Karajan-Akademie“ sowie bei internationalen Meisterkursen als Pädagoge tätig.
Im Juli 2007 erschien „Opera“, eine CD mit Opernparaphrasen, die Stefan Dohr mit seinen Kollegen der philharmonischen Horngruppe eingespielt hat. Eine Aufnahme mit den Hornkonzerten von Wolfgang Amadeus Mozart sowie Komplettierungen und Ergänzungen von Mozarts unvollendetem Konzert KV 412/514 (386b) von Franz Xaver Süßmayr, Nino Rota und Robert D. Levin hat Stefan Dohr für das Label Camerata eingespielt. Im Herbst 2011 erschien die CD „FOUR CORNERS!“, die Stefan Dohr wiederum mit philharmonischen Hornkollegen eingespielt hat.
Immer wieder kann Stefan Dohr ihm gewidmete Hornkonzerte zur Uraufführung bringen; u. a. von Herbert Willi (2008), Jorge E. López (2009), Johannes Wallmann (2010) und Toshio Hosokawa (2011).

## Preise
- 1991: Preisträger beim Internationalen Musikwettbewerb Markneukirchen.